# Thryssa aestuaria
Thryssa aestuaria är en fiskart som först beskrevs av Ogilby, 1910.  Thryssa aestuaria ingår i släktet Thryssa och familjen Engraulidae. Inga underarter finns listade i Catalogue of Life.